# Something There
"Something There" là bài hát được đồng chắp bút bởi nhà viết ca từ Howard Ashman và nhà soạn nhạc Alan Menken cho bộ phim điện ảnh hoạt hình thứ 30 Người đẹp và Quái vật (1991) của hãng Walt Disney Pictures. Bài hát do nhiều nhân vật chính của phim trình bày và được thu âm bởi các diễn viên Paige O'Hara trong vai Belle và Robby Benson trong vai Quái thú thông qua quá trình voice over (là một thuật ngữ ám chỉ việc thu âm bài hát ở ngoài rồi ghép vào chứ không phải các nhân vật thực sự hát với nhau ở phân cảnh đó trong phim). Ngoài ra còn có sự tham gia của các diễn viên Jerry Orbach, Angela Lansbury và David Ogden Stiers lần lượt trong các vai Lumiere, Mrs. Potts và Cogsworth của bộ phim. Là bài hát duy nhất có sự tham gia trình diễn của nhân vật Quái thú, "Something There" xuất hiện ở khoảng giữa bộ phim Người đẹp và quái vật trong một phân cảnh khi Belle và Quái thú bắt đầu thừa nhận tình cảm của họ dành cho đối phương.
Được thêm vào trong những phút chót trước khi bộ phim phát hành, bản tình ca đơn giản này được Ashman và Menken đồng chắp bút trong thời gian ngắn nhằm thay thế cho ca khúc "Human Again" vốn được thực hiện kĩ càng và được kì vọng hơn nhưng lại bị cắt khỏi bộ phim. O'Hara thể hiện phần hát của mình dựa theo người mà Ashman khuyên cô nên hóa thân thành là nữ ca sĩ và diễn viên người Mỹ Barbra Streisand và chính cô cũng đã thuyết phục các nhạc sĩ cho Benson cùng thu âm bài hát. "Something There" nhận được những đánh giá tích cực từ giới phê bình, khi các nhà phê bình phim và âm nhạc đều ca ngợi khả năng của Ashman ở cả vai trò nhạc sĩ và người kể chuyện.

## Hoàn cảnh ra đời
"Something There" được đồng chắp bút bởi nhà viết ca từ Howard Ashman và nhà soạn nhạc Alan Menken. Theo lời Menken, "Something There" được viết "khá nhanh nhằm thay thế cho... 'Human Again'", là ca khúc đến phút cuối cùng đã bị cắt ra khỏi bộ phim Người đẹp và quái vật vì nó trông có vẻ "quá tham vọng" đối với bộ phim. Với độ dài mười một phút, nhà sản xuất Don Hahn giải thích lí do bài hát bị cắt đi do "Chúng tôi không thể tìm ra cách truyền tải bài hát mà không khiến nó tách rời ra khỏi câu chuyện chính của Belle". Khi biết ca khúc "Human Again" bị đưa ra khỏi bộ phim Người đẹp và quái vật, Ashman và Menken buộc phải "quay trở về vạch xuất phát ban đầu viết lại một bài hát có tính hàm xúc và đơn giản hơn". Bài hát "Something There" là thành quả cuối cùng của quá trình làm việc, được mô tả là "ngắn hơn và dẫn dắt câu truyện trực tiếp hơn" so với "Human Again". Đội ngũ sáng tạo ban đầu đã tin rằng phân cảnh Quái thú cứu Belle khỏi bầy sói là đủ minh chứng dẫn đến cảnh khiêu vũ của họ ở gần cuối phim, dù sau đó họ nhận ra rằng thực tế cả hai nhân vật vẫn chưa đạt đến được khoảnh khắc này; bài hát nhẹ nhàng được phát lên khi nhân vật quái thú đưa Belle đến thư viện được Howard Ashman truyền tải, viết lời và "ngay khi ca khúc được viết, chúng tôi biết bộ phim chắc hẳn sẽ diễn ra suôn sẻ".
Trong quyển tự truyện I'm Not Dead... Yet! (tạm dịch:Tôi chưa... chết!) của mình, diễn viên Robby Benson, người tham gia lồng tiếng cho vai Quái thú, tiết lộ rằng ý tưởng để nhân vật Quái thú của Benson trình bày song ca ca khúc "Something There" với nhân vật Belle của Paige O'Hara là do O'Hara đề xuất. Theo Benson, nữ diễn viên "đã trình bày với Ashman và Menken rằng [Benson] từng thu âm và hát trong các vở nhạc kịch". O'Hara đã gặp phải khó khăn trong một thời gian ngắn khi thu âm câu hát – "a bit alarming" ("một chút lo sợ")– khiến tác giả Ashman dù đang bị bệnh vẫn buộc phải liên lạc với O'Hara và hãng thu qua điện thoại khi ông đang nằm trên giường bệnh ở New York và chỉ đáp lại đơn giản là "Streisand". Theo đó, ý của Ashman là ông muốn O'Hara hoá thân thành nữ ca sĩ và diễn viên Barbra Streisand và nhờ đó O'Hara cuối cùng đã thu âm bài hát thành công. "Something There" được O'Hara và Benson đồng thu âm cùng với dàn nhạc sống.

## Bối cảnh, trình tự và phân tích
Trong quyển sách The Meanings of "Beauty and the Beast": A Handbook (tạm dịch: Cẩm nang ý nghĩa của "Người đẹp và quái vật"), tác giả Jerry Griswold quan sát ca khúc "Something There" được thể hiện sau khi "cô nàng Belle đang giận dỗi... băng bó và chăm sóc [cho Quái thú]" khi được Quái thú giải thoát khỏi bầy sói. Về phần bối cảnh, mục đích của bài hát được nhận định là "kịch tính hóa mối quan hệ [của Belle và Quái thú]". Phân cảnh dẫn đến ca khúc là phân cảnh Quái thú lần đầu "khiến Belle ngạc nhiên khi cho cô xem thư viện của mình và họ cùng học cách ăn". Tác giả Robin O. Winter quan sát được rằng "Trong suốt phân cảnh, họ bắt đầu nhận ra những gì nằm khuất sau ngoại hình và bắt đầu quý trọng phẩm chất bên trong của đối phương", trong khi một nhà phê bình khác nhận định đây là một trong những cảnh khi "Cả Belle và Quái thú ngần ngại dần mở lòng với đối phương". Viết bài cho Đại học Wesleyan, Rachel Anne Silverman nhận ra rằng "Something There" chú ý đến "sự hấp dẫn lẫn nhau giữa Belle và Quái thú lần đầu được hiện ra", mô tả mối quan hệ của cặp đôi là "một mối tình đã phát triển theo thời gian". Trước đó, Belle đã lo sợ "khi cô nhận ra tình cảm của mình dành cho Quái thú đang tăng dần" và có lúc trốn sau một cái cây khi cô đang hát. Theo Tập đoàn Hal Leonard và Nhà hát quốc tế, các nhân vật của lâu đài bị dính lời nguyền biến thành các đồ vật cũng đã nhận thấy "một thứ gì đó khác biệt giữa Belle và Quái thú". "Something There" kết thúc với việc Belle và Quái thú rút vào lò sưởi và đọc sách. Trong bộ phim gốc, "Something There" ban đầu được thể hiện trước ca khúc chủ đề của bộ phim. Tuy nhiên, trong phiên bản đặc biệt tái phát hành, bài hát được thể hiện sau ca khúc "Human Again" khi ca khúc này đã xuất hiện trở lại trong bộ phim.

Ảnh chụp màn hình phân cảnh Quái thú và Belle cuối cùng đã nhận ra tình cảm của mình với đối phương khi đang thể hiện bài hát "Something There".

Nhận định bài hát "là nơi đưa thứ âm nhạc thiên tài xen lẫn vào phần kể chuyện", Simon Brew đến từ công ty Den of Geek cảm nhận rằng "Something There" là "ca khúc đảm nhận công việc nặng nề nhất". Tác giả nhận ra "Trong vòng 2 phút và 19 giây, [bài hát] thể hiện được vị trí và cảm xúc của các nhân vật đã có sự thay đổi". Chẳng hạn, theo như trang web Oh My Disney, "ở phần đầu của 'Something There', Belle thừa nhận rằng cô nghĩ Quái thú xấu tính, thô bạo và thiếu tinh tế. Nhưng đến cuối cùng, cô đã phải lòng Quái thú". Bài hát cũng thể hiện được dòng thời gian của bộ phim, khi cho khán giả cơ hội "để yêu thích nhân vật Quái thú và lần đầu thấy được thứ tình cảm bên trong của Belle và anh ấy". Nói về vai trò của bài hát trong phiên bản đặc biệt của bộ phim, đồng chỉ đạo sản xuất Kirk Wise giải thích: "Có một... ít sự liên kết về mặt âm nhạc bắt đầu từ 'Something There'... sau đó nối tiếp bởi 'Human Again' là bài hát mang đến cho những nhân vật bị biến thành vật dụng viễn cảnh họ hằng mong ước khi [Belle và Quái thú] phải lòng nhau và chuyển sang bản ballad 'Beauty and the Beast' là đỉnh điểm của mối quan hệ của họ". Gọi bài hát là "những đoạn độc thoại của Belle và Quái thú", TV Guide đã so sánh "Something There" và bài hát từ vở nhạc kịch South Pacific.
Phân cảnh của bài hát "Something There" được thêm vào ở thời điểm cuối quá trình thực hiện bộ phim Người đẹp và quái vật. Nhân vật Belle do Mark Henn thiết kế hoạt hình, trong khi Aaron Blaise thiết kế hoạt hình cho nhân vật Quái thú. Henn mô tả "Something There" là "một phân cảnh tuyệt",  cùng với "Tôi thích các bài hát trong phim hoạt hình". Charles Solomon của tờ Los Angeles Times cảm nhận rằng Belle được khắc họa không đồng nhất trong suốt bộ phim và quan sát thấy nhân vật trở nên "gầy đi đáng kể" trong "Something There".